# Regensburger Konvent
Der Regensburger Konvent fand vom 27. Juni bis zum 7. Juli 1524 in Regensburg statt. Das Treffen altkirchlicher Reichsstände war das erste Sonderbündnis im Heiligen Römischen Reich auf konfessioneller Grundlage. Das Treffen stand vor dem Hintergrund der Herausforderung durch die lutherische Bewegung auch am Beginn von Reformen im Lager der Altgläubigen.

## Vorgeschichte
Der Reichstag von Nürnberg von 1524 hatte unter anderem für November desselben Jahres die Einberufung eines Nationalkonzils zur Überwindung der kirchlichen Spaltung in protestantische und altkirchliche Reichsstände vorgesehen. Daneben war es nicht gelungen, alle Reichsstände auf die Umsetzung des Wormser Edikts, also das Verbot der Schriften Martin Luthers zu verpflichten. Es wurde lediglich ein Formelkompromiss geschlossen – die Stände sollten das Edikt nur „so vil müglich“ umsetzen. Dies ging den Altgläubigen nicht weit genug.
In Regensburg traf sich eine Reihe katholischer Reichsstände, eingeladen vom päpstlichen Legaten Lorenzo Campeggi und Erzherzog Ferdinand. Ein maßgeblicher Anstoß ging vom bayerischen Rat Leonhard von Eck aus. Anwesend waren daneben der Erzbischof von Salzburg Matthäus Kardinal Lang, der Bischof von Trient sowie die Herzöge Ludwig und Wilhelm IV. von Bayern. Durch Abgesandte vertreten waren die Bischöfe von Augsburg, Bamberg, Basel, Brixen, Freising, Konstanz, Passau, Speyer und Straßburg.

## Ergebnisse
Ergebnis der Verhandlungen war, dass die geistlichen Stände in Bayern und Österreich zu Gunsten der weltlichen Stände auf einen Teil ihrer Einkünfte verzichteten. Außerdem verständigte sich die Versammlung auf den strikten Vollzug des Wormser Ediktes. Bei Aufständen oder Widerstand wollte man sich gegenseitig helfen. Um eine weitere Ausbreitung der lutherischen Lehre zu verhindern, wurde den Untertanen der beteiligten Stände verboten, an der Universität Wittenberg zu studieren.
Um den kirchlichen Missständen abzuhelfen, wurde eine Reformordnung beschlossen. Zur Sicherung der alten Kirche wurden die Schriften der Kirchenväter als Lehrnorm für die Bibelexegese festgelegt. Außerdem wurde beschlossen, die heilige Messe weiterhin in der bisherigen Form zu feiern. Die Lebensweise des Klerus sollte den Normen angepasst, die Predigten sollten überwacht und Schriften zensiert werden.
Das Sonderbündnis selbst hatte relativ wenige unmittelbare Folgen. Wichtiger waren auf längere Sicht die innerkatholischen Reformansätze und der Trend zur Konfessionsbildung. Auf katholischer Seite folgte in dieser Hinsicht der Dessauer Bund (1525) und auf protestantischer Seite der Torgauer Bund (1526).